# Krasimir Anev
Krasimir Anev (en búlgaro: Красимир Анев; Sámokov, 16 de junio de 1987) es un deportista búlgaro que compite en biatlón. Ganó nueve medallas en el Campeonato Europeo de Biatlón entre los años 2011 y 2019.

## Palmarés internacional
| Campeonato Europeo | Campeonato Europeo           | Campeonato Europeo | Campeonato Europeo |
| Año                | Lugar                        | Medalla            | Prueba             |
| ------------------ | ---------------------------- | ------------------ | ------------------ |
| 2011               | Val Ridanna (Italia)         | Medalla de plata   | Persecución        |
| 2011               | Val Ridanna (Italia)         | Medalla de plata   | Individual         |
| 2013               | Bansko (Bulgaria)            | Medalla de bronce  | Individual         |
| 2015               | Otepää (Estonia)             | Medalla de plata   | Persecución        |
| 2017               | Duszniki-Zdrój (Polonia)     | Medalla de plata   | Individual         |
| 2017               | Duszniki-Zdrój (Polonia)     | Medalla de bronce  | Velocidad          |
| 2018               | Val Ridanna (Italia)         | Medalla de plata   | Persecución        |
| 2018               | Val Ridanna (Italia)         | Medalla de bronce  | Velocidad          |
| 2019               | Minsk-Raubichi (Bielorrusia) | Medalla de oro     | Individual         |